# HMS G14
Pour les articles homonymes, voir G14 (homonymie).
Le HMS G14 est un sous-marin britannique de classe G construit pour la Royal Navy par Scotts Shipbuilding and Engineering Company à Greenock sur le fleuve Clyde. Sa quille est posée le 1er décembre 1914 et il est lancé le 17 mai 1917.

## Conception
La conception de la classe G est basée sur celle de la Classe E mais avec l'amélioration de la double coque. Les sous-marins de classe G ont été conçus par l’Amirauté britannique en réponse à une rumeur selon laquelle les Allemands construisaient des sous-marins à double coque pour servir outre-mer. Les sous-marins avaient une longueur hors-tout de 57 m, un maître-bau de 6,9 m et un tirant d'eau moyen de 4,1 m. Ils déplaçaient 714 tonnes en surface et 850 tonnes en immersion. Les sous-marins de classe G avaient un équipage de 30 officiers et autres grades. Ils avaient une double coque partielle.
Pour la navigation en surface, le G14 a d’abord été propulsé par deux moteurs Diesel Fiat, mais ceux-ci se sont avérés inefficaces, et il a été réaménagé avec la motorisation standard de sa classe, deux moteurs Diesel Vickers à deux temps de 800 ch (597 kW), chacun entraînant un arbre d'hélice. Lorsqu’il était sous l’eau, chaque hélice était entraînée par un moteur électrique de 420 ch (313 kW). Il pouvait atteindre 14,25 nœuds (26,39 km/h) en surface et 9 nœuds (17 km/h) sous l’eau. En surface, la classe G avait une autonomie de 2400 milles marins (4 400 km) à 16 nœuds (30 km/h).
Ces bateaux devaient être armés d’un tube lance-torpilles de 21 pouces (533 mm) dans l’étrave et de deux tubes lance-torpilles de 18 pouces (457 mm) au maître-bau. Cependant, cette conception a été révisée pendant qu’ils étaient en construction. Le tube de 21 pouces a été déplacé à l’arrière, et deux autres tubes de 18 pouces ont été ajoutés dans l’étrave. Les sous-marins de classe G transportaient deux torpilles de 21 pouces et huit torpilles de 18 pouces. Ils étaient également armés d’un unique canon de pont de 3 pouces (76 mm).

## Engagements
Comme le reste des sous-marins de sa classe, le rôle du G14 était de patrouiller dans une zone de la mer du Nord, à la recherche de sous-marins allemands. Il a survécu à la guerre et a été vendu à la ferraille en 1923.